# Московское физико-медицинское общество
Московское физико-медицинское общество (ФМО) — научное медицинское общество в Российской империи, созданное в 1804 году для «содействия успехам естественных наук вообще и медицинских в особенности» и распущенное в 1917 году.

## История Общества
Общество было организовано по инициативе попечителя Московского университета М. Н. Муравьева в 1804 году под именем «Общество соревнователей врачебных и физических наук».
В Уставе общества его основные цели были определены следующим образом:
- распространять в России всякого рода полезные знания, касающиеся физической и врачебной науки;
- возбуждать, питать и подкреплять любовь к сим наукам как между своими сочленами, так и между всеми прочими соотечественниками;
- распространять, обрабатывать естественную историю и медицину и способствовать их усовершенствованию.[1]

В качестве ординарных членов в общество при его учреждении вошли профессора медицинского и физико-математического факультетов Московского университета (Ф. Ф. Керестури, Ф. Г. Политковский, И. Ф. Венсович, В. М. Рихтер, Ф. А.Гильтебрандт, П. И. Страхов, А. А. Прокопович-Антонский, Ф. Ф. Рейсс, И. А. Иде и др.). В качестве экстраординарных членов — адъюнкты, практиканты и главные врачи московских больниц. Членами общества могли быть не только учёные-медики, но и лица, «трудящиеся над усовершенствованием какой-либо отрасли естественных наук, состоящих в связи с медициной, фармацевты, химики и механики…». В категорию «членов-слушателей» могли входить лучшие студенты Московского университета. Почётными членами общества были российские государственные деятели в области науки и образования.
На заседаниях общества, проходивших ежемесячно, его члены выступали с докладами о новых открытиях «по части физических и врачебных наук с присоединением собственных опытов и наблюдений». Каждый из ординарных членов не менее чем раз в год излагал на заседании историю успехов той науки, в которой он специализировался. К задачам общества относились также переводы на русский язык наиболее значимых иностранных научных работ.
В 1808 году была напечатана 1-я часть трудов Общества, на латинском языке, под заглавием: «Commentationes societatis physico-medicae», a также 1-я часть «Медико-физического Журнала». Последующие части «Commentationes» вышли в 1811—1812, 1821, 1823 и 1825 годах; «Медико-физического Журнала» — в 1811—1812 и 1821 годах. В 1811—1812 годах президент общества В. М. Рихтер на собственные средства издал  на немецком языке «Историю медицины в России».
Деятельность общества прерывалась дважды: в 1812—1815 (из-за войны) и в 1830 году (вследствие эпидемии холеры).
В 1830 году начали выходить «Записки Общества физических и врачебных наук». Труды членов Общества печатались в «Московских врачебных ведомостях», а с 1858 года выходили отдельными брошюрами.
С 1846 года стало называться «Физико-медицинское общество». По уставу 1846 года все члены общества делились на почётных, действительных и корреспондентов; его членами могли быть все профессора и преподаватели университета без представления особых трудов. . Была введена должность вице-президента.
Печатным органом в период 1847—1858 годы был «Врачебный журнал». В 1873—1876 годах Общество, благодаря пожертвованию профессора Г. А. Захарьина, издавало еженедельную газету «Московский врачебный вестник». До 1885 года протоколы общества рамещались в «Медицинском Обозрении», с 1885 года стал выходить журнал — «Труды Физико-Медицинского Общества», сначала под редакцией профессора Л. 3. Мороховца, затем — И. М. Сыромятникова.
В 1886 году было учреждено звание членов-соревнователей для лиц, внесших капитал для назначения премий за научные исследования. За 113 лет существования в Обществе было 104 почётных члена, в их числе: Сергей Петрович Боткин, Н. И. Пирогов, Ф. А. Гильтебрандт, Луи Пастер, В. И. Тарасов.

## Президенты (Председатели) Общества
- Ф. Ф. Керестури (1805—1810)
- В. М. Рихтер  (1810—1822)
- Ф. Ф. Рейсс (1822—1835)
- М. А. Маркус (1836—1837)
- Г. Я. Высотский (1838—1848)
- А. Е. Эвениус (1848—1866)
- А. И. Полунин (1867—1870)
- Г. А. Захарьин (1871—1872)
- Н. А. Тольский (1872—1884)
- Д. Н. Зернов (1884—1917)